# Belba daghestanica
Belba daghestanica är en kvalsterart som beskrevs av Bulanova-Zachvatkina 1962. Belba daghestanica ingår i släktet Belba och familjen Damaeidae. Inga underarter finns listade.